# Équipe des États-Unis féminine de soccer
Cet article traite de l'équipe féminine. Pour l'équipe masculine, voir Équipe des États-Unis de soccer.
Maillots
L'équipe des États-Unis féminine de soccer (anglais : United States women's national soccer team (USWNT) est l'équipe nationale qui représente les États-Unis dans les compétitions majeures féminines de soccer : la Coupe du monde féminine de football, les jeux olympiques d'été, le Championnat féminin de la CONCACAF et l'Algarve Cup. L'équipe est sous l'égide de la Fédération des États-Unis de soccer. L'équipe dispute son premier match officiel le 18 août 1985.
La USWNT est considérée comme l'une des plus fortes nations du football féminin sur le plan mondial comme le prouve son palmarès, qui en nombre de trophées lui permet d'être l'équipe la plus titrée au monde : quatre titres de Coupe du monde en 1991, 1999, 2015, et 2019, 5 titres olympiques en 1996, 2004, 2008, 2012 et 2024, neuf Championnats féminins de la CONCACAF en 1991, 1993, 1994, 2000, 2002, 2006, 2014, 2018 et 2022 et dix titres d'Algarve Cup en 2000, 2003, 2004, 2005, 2007, 2008, 2010, 2011, 2013 et 2015. L'équipe est actuellement 1re au classement mondial de la FIFA. Pour son entrée dans la Coupe du monde 2019 en France, la USWNT bat un record toutes éditions confondues en s'imposant 13-0 face à la Thaïlande avec un quintuplé d'Alex Morgan. À l'issue de cette compétition, la co-capitaine Megan Rapinoe, déjà désignée meilleure joueuse, remporte les deux principaux trophées mondiaux : The Best FIFA et le Ballon d'or 2019.
L'uniforme de la formation américaine porte les couleurs de leur drapeau soit le rouge, le bleu et le blanc et est orné de quatre étoiles pour ses quatre titres mondiaux.

## Histoire

### 1973-1985: la première équipe officieuse américaine
Créée en 1973 à Richardson à Dallas (Texas), l’équipe du Sting Soccer Club est la première équipe féminine de football de l’histoire des États-Unis. Emmenée par son entraîneur Bill Kinder, l’équipe du Sting SC est si dominante sur la scène nationale qu’elle est rapidement appelée à disputer des tournois internationaux. Elle se rend notamment au Mexique en 1976 ainsi qu’à Taïwan en 1978 pour représenter les États-Unis lors de la première édition des Women’s Invitational Football Tournament.
À l’instar du Stade de Reims qui représentait l’équipe de France lors de certains tournois officieux, le Sting Soccer Club représentait les États-Unis, dont la première équipe officielle ne verra le jour qu’en 1985. Un an plus tôt, en 1984, les Texanes du Sting SC disputent une Coupe du monde officieuse en Chine dans la ville de Xi’an. Les dix-huit joueuses américaines, toute âgées de moins de 19 ans, engagées dans la compétition remportent le tournoi en battant l’Australie en finale (1-0). Parmi elles, Carla Werden Overbeck qui remportera plus tard les Coupes du monde 1991 et 1999 avec l’équipe nationale américaine.
« Nos résultats furent si bons en Chine que la Fédération américaine de football réalisa que la discipline suscitait suffisamment d’intérêt et qu’il y avait assez de talents pour pouvoir concourir avec succès à l’international »  explique l’entraîneur Bill Kinder. En 1985, un an après le triomphe du Sting Soccer Club en Chine, la Fédération américaine de football créée la première sélection féminine américaine officielle de football.

### 1985-1991: débuts et première nation championne du monde
Le premier match des États-Unis se déroule le 18 août 1985 contre l'Italie à Jesolo, perdu 1-0. En 1991, la sélection américaine dispute le premier Championnat féminin de la CONCACAF  à Haïti qui définit par la même occasion les qualifiés de la zone CONCACAF à la première coupe du monde (qui a lieu en Chine), elle surpasse tous ses adversaires (12-0 contre le Mexique, 12-0 contre la Martinique, 10-0 contre Trinité-et-Tobago, 10-0 contre Haïti en demi-finale et enfin 5-0 contre le Canada) pour remporter sa première compétition officielle et obtenir sa qualification pour la coupe du monde 1991. Lors du premier tour de la première coupe du monde, les États-Unis bat 3-2 la Suède, 5-0 le Brésil puis 3-0 le Japon. En quarts de finale, elle s'impose facilement contre Taïwan, en demi-finale elle élimine l'Allemagne 5-2 et remporte la coupe du monde en battant la Norvège 2-1 grâce à un doublé de Michelle Akers (qui termine meilleure buteuse de la compétition avec 10 buts).

### 1991-1996: Première nation championne olympique
En 1993 à Long Island aux États-Unis, elle remporte de nouveau le Championnat féminin de la CONCACAF grâce à trois victoires contre la Nouvelle-Zélande (3-0), Trinité-et-Tobago (9-0) et le Canada (1-0). L'année suivante à Montréal au Canada lors du Championnat féminin de la CONCACAF 1994, elle obtient sa qualification pour la coupe du monde 1995 en s'adjugeant un troisième titre avec quatre victoires contre le Mexique (9-0), Trinité-et-Tobago (11-1), la Jamaïque (10-0) et le Canada (6-0). Qualifiés pour la coupe du monde 1995 qui se déroule en Suède, les États-Unis confirme son statut de tenante de titre au premier tour en terminant en tête de son groupe (grâce à deux victoires contre le Danemark (2-0) et l'Australie (4-1) et un nul contre la Chine (3-3)), en quarts-de-finale elle bat 4-0 le Japon. En demi-finale, elle est opposée à la Norvège dans un remake de la finale de l'édition précédente mais est défaite 1-0, elle termine finalement troisième de la compétition grâce à sa victoire contre la Chine dans le match de classement pour la troisième place 2-0. En 1996, qualifiée d'office en tant qu'organisateur des Jeux olympiques de 1996 qui se déroulent à Atlanta, les États-Unis remporte le titre. Au premier tour, la sélection américaine termine second derrière la Chine grâce à deux victoires (3-0 contre le Danemark, 2-1 contre la Suède) et un nul (contre la Chine 0-0), en demi-finale elle élimine la Norvège 2-1 après prolongations puis de nouveau opposée à la Chine en finale s'impose, elle la bat 2-1. Il s'agit du premier tournoi de football féminin aux jeux Olympiques.

### 1997-2000: nouveau titre de coupe du monde en 1999
Les États-Unis font l'impasse sur le Championnat féminin de la CONCACAF 1998 en raison de leur qualification déjà acquise pour la coupe du monde 1999 en tant que pays organisateur de cette édition. Lors de cette coupe du monde, Les États-Unis, menées par Mia Hamm, sortent premières de son groupe avec trois victoires contre le Danemark (3-0), le Nigeria (7-1) et la Corée du Nord (3-0). La sélection US écarte l'Allemagne en quart-de-finale 3-2 puis le Brésil en demi-finale (2-0) avant d'ajouter pour la deuxième fois son nom au palmarès de cette compétition en battant la Chine aux tirs au but (0-0, 5-4 aux t.a.b.) à Pasadena. L'année suivante, elle dispute la Gold Cup 2000 pour préparer les Jeux olympiques de 2000 de Sydney, elle remporte la compétition en s'imposant en finale 1-0 contre le Brésil (participant à cette compétition en tant qu'invité). Aux JO, les États-Unis atteignent la finale, après avoir battu la Norvège 2-0, le Nigeria 3-1 et en faisant match nul contre la Chine 1-1 au premier tour puis en battant le Brésil 1-0 en demi-finale, qu'elle perdent 3-2 durant les prolongations contre la Norvège.

### 2000-2004: nouveau titre olympique
En 2002, elle remporte la Gold Cup 2002, elle gagne tous ses matchs (3-0 contre le Mexique, 3-0 contre Trinité-et-Tobago, et 9-0 contre le Panama au premier tour, 7-0 contre le Costa Rica en demi-finale) et s'impose en finale 2-1 contre le Canada, cette victoire lui permet de se qualifier pour la coupe du monde 2003. Prévue en Chine, la coupe du monde 2003 est finalement organisée par les États-Unis en raison de l'alerte au syndrome respiratoire aigu sévère, décidé le 3 mai 2003 par la FIFA. Lors de cette coupe du monde, les États-Unis remportent ses trois matchs de poule (3-1 contre la Suède, 5-0 contre le Nigeria et 3-0 contre la Corée du Nord), en quart-de-finale elle s'impose contre la Norvège 1-0 mais perd son titre en demi-finale contre l'Allemagne battu 3-0. En match de classement pour la troisième place, elle bat le Canada 3-1. Début 2004, elle obtient sa qualification pour les Jeux olympiques de 2004 d'Athènes lors de la phase éliminatoire CONCACAF qu'elle remporte 3-2 contre le Mexique. Lors de ces JO, elle termine première de son groupe avec deux victoires (3-0 contre la Grèce, 2-0 contre le Brésil) et un nul (1-1 contre l'Australie), s'impose en quart-de-finale 2-1 contre le Japon, en demi-finale 2-1 contre l'Allemagne et enfin bat le Brésil 2-1 après prolongations (grâce à un but d'Abby Wambach à la 112e minute) en finale pour devenir la seule nation à avoir remporté les JO à deux reprises (elle avait remporté le tournoi olympique en 1996).

### 2004-2007: désillusion en demi-finale de la coupe du monde 2007

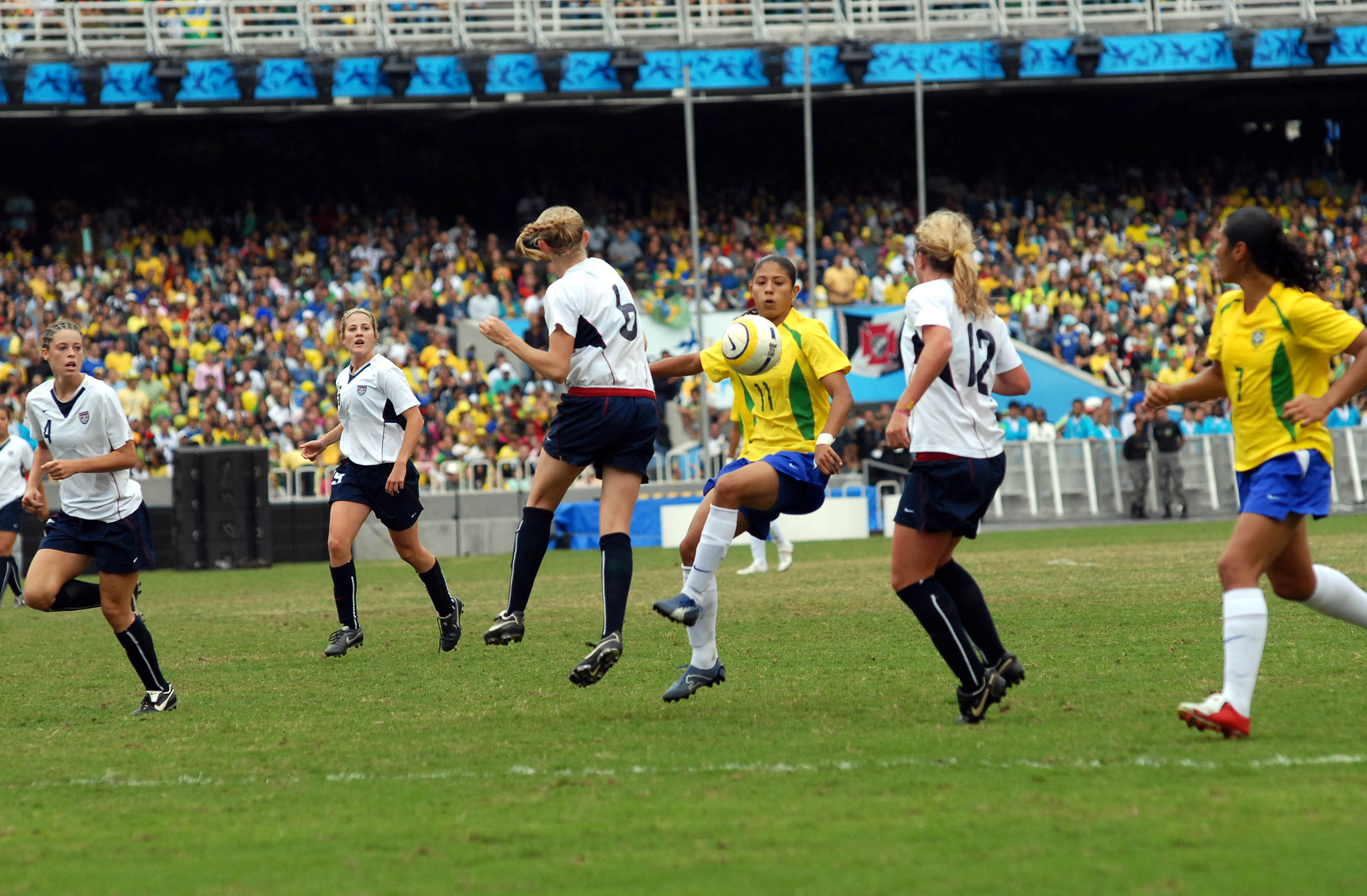
Brésil - États-Unis

En 2006, elle participe à la Gold Cup 2006 organisée à Los Angeles, avec une victoire en demi-finale 2-0 contre le Mexique et une autre en finale 2-1 contre le Canada, elle remporte l'édition qui lui permet de participer à la coupe du monde 2007 et aux Jeux olympiques de 2008 de Pékin. À la coupe du monde 2007 organisée en Chine, elle sort première de son groupe avec deux victoires (2-0 contre la Suède, 1-0 contre le Nigeria) et un nul (2-2 contre la Corée du Nord), elle bat en quart-de-finale l'Angleterre 3-0, mais est surprise en demi-finale contre le Brésil qu'elle perd 4-0; en match de classement elle se rattrape en battant la Norvège 4-1 et termine troisième de la compétition.

### 2008: nouveau titre olympique
Au Tournoi pré-olympique féminin de la CONCACAF 2008, les Américaines se retrouvent en finale contre les Canadiennes. Après 90 minutes de jeu réglementaire et le temps additionnel le score est de 1-1. Les américaines l'emportent aux tirs au but (6 à 5).
Aux Jeux olympiques de Pékin, la sélection américaine se situe dans le groupe de la Norvège, du Japon et de la Nouvelle-Zélande. Lors de la phase de groupe, l'équipe américaine termine ex æquo au premier rang avec la Norvège mais le différentiel des buts favorise les américaines. Elles retrouvent leurs rivales canadiennes en quarts de finale. Après un match très disputé, le score est de 1-1. En temps supplémentaire, les Américaines entrent en collision avec une solide performance de la gardienne de but canadienne Karina LeBlanc. Natasha Kai marque le but de la victoire à la 100e minute. Cette victoire ouvre la porte des demi-finales pour les Américaines qui affrontent les Japonaises pour les vaincre 4-2. En finale olympique c'est le Brésil qui est battu par le score de 1-0 à l'issue d'une prolongation. D'un tir puissant Carli Lloyd marque dans la 6e minute de jeu supplémentaire

### 2010-2011: finaliste à la Coupe du monde
Lors du Championnat féminin de la CONCACAF  2010, c'est la plus difficile route qui s'ouvre aux Américaines : en perdant 1-2 aux mains des mexicaines les américaines échouent à se qualifier pour la finale du Championnat féminin de la CONCACAF et doivent aller en match de barrage contre l'Italie. Lors de deux matchs très physiques l'un tenu à Padoue le 20 novembre 2010 et le second à Chicago le 27 novembre 2010, les américaines défont le mauvais sort. En battant l'équipe italienne 1-0 dans chacun des deux matchs, l'équipe américaine se qualifie ainsi de justesse pour la Coupe du monde féminine de football 2011.
Le tirage au sort les désigne dans le groupe C contre la Suède, la Corée du Nord et la Colombie. Au dernier match de la phase de groupe, les américaines subissent la défaite (1-2) devant la Suède, ce qui leur coûte la première place du groupe C. Terminant deuxième dans leur groupe, la sélection américaine doit dès lors affronter les brésiliennes en quart-de finale le 10 juillet 2011. Dans un match ou les brésiliennes commettent plusieurs gestes disgracieux (le Brésil égalise 1-1 sur un penalty controversé), Abby Wambach égalise 2-2 a la 2e minute du temps additionnel de la seconde mi-temps de la prolongation (à la 122e minute du match). Les américaines sont finalement victorieuses 5-3 aux tirs au but et passent en demi-finale de la coupe du monde contre la France.
Le 13 juillet 2011, à Mönchengladbach, les Américaines et les Françaises s’affrontent en demi-finale. L'équipe de France encaisse rapidement un but marqué par Lauren Cheney mais égalise par la suite. Les Françaises ont l'occasion de marquer un deuxième but mais se font surprendre sur un corner repris par Abby Wambach. Alex Morgan inscrit le troisième but américain trois minutes plus tard, ce qui donne une victoire de 3-1 aux américaines et leur permettent de passer en finale de la coupe du monde.
Dans ce match de finale, les Américaines mènent au score à deux reprises mais les Japonaises s'appuyant sur un jeu collectif rapide et discipliné, réussissent à revenir de l’arrière et à égaliser le score. C'est l'égalité en prolongation 2-2 jusqu'à la séance de tirs au but. C'est là que l'équipe américaine rate ses trois premières tentatives (les tirs de Carli Lloyd, Tobin Heath et Shannon Boxx) permettant aux japonaises de triompher.

### 2012-2019: longue période de domination mondiale
Les États-Unis remportent un 3e titre olympique consécutif en 2012. Elles terminent d'abord en tête de leur groupe au 1er tour dans le groupe F avec 3 victoires en autant de rencontres disputées (4-2 face à la France, 3-0 contre la Colombie et 1-0 contre la Corée du Nord). Elles dominent ensuite la Nouvelle-Zélande en quarts de finale (2-0), avant de venir à bout du Canada au terme d'un match complètement fou (4-3 après prolongations, après un score de 3-3 à la fin du temps réglementaire). Les Américaines ont su trouver les ressources pour recoller au score à chaque fois alors que la Canadienne Christine Sinclair, auteure d'un triplé au cours de cette rencontre, a permis à son équipe de mener au score à trois reprises, avant de l'emporter sur un but d'Alex Morgan à la dernière minute des prolongations. Enfin les États-Unis prennent leur revanche sur la finale perdue un an auparavant à la Coupe du monde 2011 en prenant le meilleur sur le Japon (2-1) pour s'adjuger un 4e titre olympique, le 3e d'affilée.
Les Stars and Stripes renouent ensuite avec le succès lors de la Coupe du monde 2015 qu'elles remportent. Elles terminent d'abord 1er de leur groupe D au 1er tour avec 2 victoires (3-1 contre l'Australie et 1-0 face au Nigeria) ainsi qu'un nul (0-0) contre la Suède. Elles prennent ensuite la mesure de la Colombie en 1/8e de finale (2-0) puis se défont avec plus de difficultés de la Chine en quarts (1-0). En demi-finale, les Américaines écartent l'Allemagne (2-0, sur des buts de Carli Lloyd à la 69e minute sur penalty et de Kelley O'Hara un quart d'heure plus tard) et sont opposées au Japon en finale pour un remake de la finale de l'édition précédente 4 ans plus tôt et de la finale des JO de Londres 2012. Il n'y a cependant pas de suspense, puisque les États-Unis l'emportent largement (5-2) avec 4 buts américains inscrits au bout de 16 minutes de jeu. Les États-Unis deviennent la première équipe à glaner plus de 2 titres en Coupe du monde.
Durant cette décennie, seuls les Jeux olympiques d'été de 2016 constituent un échec pour la sélection qui est éliminée dès le stade des quarts de finale, ce qui représente une première dans son histoire et à ce jour la seule fois que la sélection n'atteint pas au moins les demi-finales d'un tournoi olympique. Les États-Unis avaient d'abord maîtrisé leur 1er tour avec 2 victoires (2-0 face à la Nouvelle-Zélande et 1-0 contre la France) et un nul (2-2 contre la Colombie). Les USA sont cependant accrochées au tour suivant par la Suède (1-1, Alex Morgan ayant répondu à la 77e minute à un but de Stina Blackstenius à la 63e) avant de se faire éliminer à l'issue de la séance de tirs au but (3 TAB à 4), le score n'ayant pas évolué durant les prolongations.
Les Américaines reviennent cependant en force à l'occasion de la Coupe du monde 2019 qu'elles remportent après avoir gagné l'ensemble de leurs rencontres du 1er tour jusqu'à la finale, consacrant leur hégémonie au niveau planétaire. Elles ont notamment battu le record de la plus large victoire toutes éditions confondues en écrasant la Thaïlande lors du premier match (13-0). C'est la première fois qu'elles conservent leur couronne dans une Coupe du monde, la 2e équipe à le faire après l'Allemagne, chose qu'elles avaient déjà réussi aux Jeux olympiques. La gardienne de but Alyssa Naeher a notamment été décisive en demi-finale face à l'Angleterre (victoire américaine 2-1), puisqu'elle s'est illustrée en repoussant un penalty de la capitaine anglaise Stephanie Houghton à la 84e qui aurait pu amener les prolongations.

### 2021-2023: brève fin de cycle
Les Jeux olympiques d'été de 2021 sont cependant plus délicats qu'escomptés pour les Stars and Stripes qui ont passé le 1er tour sans convaincre. Les États-Unis débutent en effet par une lourde défaite d'entrée face à la Suède, leur bourreau lors de la précédente édition (0-3) avant de rectifier le tir face à une opposition néo-zélandaise faible (6-1). La dernière journée voit les Stars and Stripes partager les points avec l'Australie à l'issue d'un match sans éclat et sans buts (0-0), assurant l'essentiel en se qualifiant pour les quarts de finale à la 2e place du groupe G avec 4 points derrière les Scandinaves qui ont mis fin à une série de 44 matchs consécutifs sans défaite des Américaines lors de la journée inaugurale,, devançant au classement l'Australie, qui compte le même nombre de points à la faveur d'une meilleure différence de buts. En quarts de finale face aux Pays-Bas, un adversaire qu'elle avait battu à l'occasion de la finale du Mondial français deux ans plus tôt (2-0), les États-Unis s'en sortent cette fois avec beaucoup plus de difficultés, puisqu'elles éliminent les Oranje à l'issue de la séance des tirs au but (2-2, 4 t.a.b. à 2), au terme d'un match à rebondissements. Cette qualification a été grandement acquise grâce à une grosse performance de leur gardienne Alyssa Naeher, qui a repoussé un penalty décisif de Lieke Martens à la 81e minute de jeu alors que le score était de 2-2, comme en demi-finale de la Coupe du monde 2019 face aux Anglaises sur la tentative de Stephanie Houghton. Les États-Unis chutent cependant en demi-finale face au Canada, sur le score de 0-1 à la suite d'un penalty converti par Jessie Fleming à la 74e minute après validation par la VAR, alors que les américaines avaient multiplié les assauts offensifs tout au long de la partie sans réussite, mettant fin à 20 ans d'invincibilité contre leurs voisines nord-américaines. Les Stars and Stripes terminent la compétition sur une bonne note en l'emportant face à l'Australie, au cours d'un match fou et cette fois prolifique en buts (4-3), obtenant la médaille de bronze.
En novembre 2022, les États-Unis ont vu leur série de 71 matchs consécutifs sans défaite à domicile être stoppée par l'Allemagne, qui l'emporte 2-1 au cours d'un match amical.
La Coupe du monde 2023 voit les États-Unis réaliser la pire performance de leur histoire en phase finale de la grande messe mondiale, puisque les doubles tenantes du titre prennent la porte dès les 1/8e de finale, elles qui avaient systématiquement atteint au moins les demi-finales de chacune des éditions précédentes. Placées dans le groupe E, États-Unis ont démarré leur campagne par une victoire 3-0 face au Vietnam, qui disputait sa première Coupe du monde, avant d'être accrochées lors de la journée suivante par les Pays-Bas (1-1 après avoir été mené au score en première période), son principal concurrent dans son groupe. En ballottage favorable pour se qualifier à l'aube de la dernière journée (un nul étant suffisant pour rallier la phase à élimination directe, tandis qu'une victoire avec le plus large score possible lui permettrait potentiellement de devancer au classement les Néerlandaises opposées dans le même temps au Vietnam), les États-Unis sont mises en difficulté et inquiétées par le Portugal qui comptait un point de moins et qui disputait pourtant au même titre que les Vietnamiennes sa première Coupe du monde. En effet les Américaines se montrent brouillonnes et ne parviennent pas à concrétiser leurs occasions ; restant ainsi à portée de tir des Lusitaniennes qui avaient impérativement besoin d'une victoire pour dépasser leur adversaire au classement et qui ont eu des opportunités de marquer le but salvateur jusqu'à la fin du temps additionnel avec un tir sur le poteau dans les ultimes instants de la partie, sans succès (0-0). Après cette qualification sans gloire et en ayant frôlé de peu la catastrophe, les États-Unis ont fort à faire au tour suivant face à la Suède, qui a dominé son groupe G avec 3 victoires en autant de matchs disputés et qui avait battu les Américaines aux 2 derniers JO d'été. Cependant les États-Unis réalisent leur meilleure prestation depuis le début du tournoi, en ayant dominé leur adversaire tout au long temps de la partie (22 tirs à 9, pour 11 cadrés à 1), mais sont tenues en échec par le bloc suédois compact et les nombreuses parades de la gardienne scandinave Zećira Mušović. Le score n'évolue pas durant l'ensemble du temps réglementaire et des prolongations (0-0), c'est la séance de tirs au but qui est fatidique aux quadruples championnes du monde (4 TAB à 5), Megan Rapinoe, Sophia Smith ainsi que Kelley O'Hara échouant dans leurs tentatives. Cette élimination précoce représente la plus mauvaise performance des États-Unis dans une compétition internationale, Coupe du monde et Jeux olympiques confondus, bien qu'elles n'ont perdu aucun match comme lors des JO de Rio 2016 où elles avaient également pris la porte juste après le 1er tour contre les Suédoises aux tirs au but. Le 17 août 2023, Vlatko Andonovski démissionne de son poste d'entraîneur, laissant Twila Kilgore assumer l'intérim à la tête de la sélection. Une page se tourne, puisque le début de la décennie 2020 a vu les retraites de certaines stars telles que Carli Lloyd en 2021, ou encore Megan Rapinoe après cette désillusion au Mondial australien et néo-zélandais.

### 2024-: retour en force et nouvelle médaille d'or aux JO de Paris 2024
L'USWNT s'est qualifiée pour les Jeux olympiques d'été de 2024 en remportant le Championnat de la CONCACAF 2022. Elle a été placée dans le groupe B avec la Zambie, l'Allemagne et l'Australie. Elle a remporté les trois matches de la phase de groupes sur les scores de 3-0, 4-1 et 2-1, respectivement,,. En huitièmes de finale, elle a battu le Japon 1-0 en prolongation, puis l'Allemagne en demi-finale, également 1-0 en prolongation,. Les commentateurs se sont inquiétés du fait qu'en raison des deux prolongations dans un tournoi au calendrier comprimé, l'USWNT serait plus fatiguée que son adversaire en finale, le Brésil, qui avait battu ses deux adversaires en huitièmes de finale dans le temps réglementaire. Cependant, elles se sont imposées 1-0 en finale pour remporter la médaille d'or, leur première depuis 2012 et leur cinquième au total. Dix de leurs douze buts dans le tournoi ont été marqués par les attaquantes Trinity Rodman, Mallory Swanson et Sophia Smith, qui se sont elles-mêmes baptisées « Triple Espresso ».

## Parcours dans les compétitions internationales
Le soccer féminin au niveau des sélections nationales en Amérique du Nord est organisé autour de trois grandes compétitions internationales : la Coupe du monde mise en place en 1991 par la FIFA qui réunit les meilleures nations mondiales et où tous les continents y ont leur(s) représentant(s), les Jeux Olympiques mis en place en 1996 par le CIO qui autorise une compétition de football féminin (sans restriction d'âge contrairement aux hommes) où tout comme la Coupe du monde chaque continent dispose d'un représentant ou plus, enfin le Championnat féminin de la CONCACAF qui est un tournoi continental où seules les sélections nord-américaines et latines y sont réunies. Il existe d'autres tournois comme l'Algarve Cup ou les Jeux panaméricains, mais qui revêtent d'une importance moindre par rapport aux trois autres compétitions et sont disputés en général dans le cadre d'une préparation à un mondial.

### Palmarès
- Jeux Olympiques d'été : Vainqueur (5) 1996, 2004, 2008, 2012, 2024

- Coupe du monde : Vainqueur (4) 1991, 1999, 2015, 2019
- Championnat féminin de la CONCACAF : Vainqueur (9) 1991, 1993, 1994, 2000, 2002, 2006, 2014, 2018 et  2022.

- Tournoi de l'Algarve (Portugal) : Vainqueur (10) 2000, 2003, 2004, 2005, 2007, 2008, 2010, 2011, 2013, 2015

Sélections féminines jeunes :
- Coupe du monde féminine de football des moins de 20 ans : Vainqueur (3) 2002, 2008, 2012 ;
- Coupe du monde féminine de football des moins de 17 ans : Finaliste 2008 ;
- Championnat d'Amérique du Nord, centrale et Caraïbe féminin de football des moins de 20 ans : Vainqueur (5) 2006, 2010, 2012, 2014, 2015 ;
- Championnat d'Amérique du Nord, centrale et Caraïbe féminin de football des moins de 17 ans : Vainqueur (3) 2008, 2012, 2016.

### Parcours enCoupe du monde
Le tableau ci-contre récapitule les performances des États-Unis en coupe du monde. Les Américaines ont remporté le trophée à quatre reprises en 1991, 1999, 2015 et 2019 et se sont hissées, lors de chaque édition, au minimum sur le podium. Il s'agit de la seule sélection avec l'Allemagne à avoir été sacrée à deux reprises.
Vainqueur de la première édition contre la Norvège en 1991 en Chine, les États-Unis rééditent cette performance 1999 contre la Chine à domicile, en 1995, 2003 et 2007 les Américaines ont à chaque fois pris la troisième place, faisant d'elles la sélection la plus régulière de cette compétition.
En 2011, elles s'inclinent en finale contre le Japon (2-2, 3 tab à 1). Quatre ans plus tard, au Canada, les Américaines prennent leur revanche contre ce même Japon en finale et remportent enfin le titre suprême après 16 ans d'attente.
Le 7 juillet 2019, à Lyon pour la finale de la Coupe du monde en France, les Américaines décrochent le 4e titre de leur histoire (le deuxième consécutif) en dominant les Néerlandaises sur le score de 2-0, sans jamais avoir été vraiment inquiétées.
Megan Rapinoe est élue meilleure joueuse du tournoi.
Le 6 août 2023, à Melbourne, les Américaines signent leur pire performance de leur histoire en Coupe du monde en étant éliminées en huitièmes de finale du tournoi organisé conjointement en Australie et en Nouvelle-Zélande, battues par les Suédoises aux tirs au but alors que jusqu'à présent, elles finissaient au minimum troisièmes.

### Parcours auxJeux olympiques d'été
Le tableau ci-contre récapitule les performances des États-Unis aux Jeux olympiques. La sélection américaine est la seule à avoir remporté le titre olympique à 5 reprises en 1996 à Atlanta, 2004 à Athènes, 2008 à Pékin, 2012 à Londres et 2024 à Paris, elle finit finaliste lors des JO de 2000 à Sydney et 3e en 2021 à Tokyo, faisant d'elle la nation la plus titrée, la seule sélection à avoir participé à toutes les phases finales olympiques avec le Brésil et elle a en outre systématiquement décroché au moins une médaille à l'exception de l'édition 2016 à Rio de Janeiro où elle est éliminée par la Suède au stade des quarts-de-finale.

### Parcours enChampionnat féminin de la CONCACAF
Le tableau ci-contre récapitule les performances des États-Unis en Championnat féminin de la CONCACAF. Les Américaines ont remporté le trophée à chacune de leurs participations depuis sa création (en 1998 les États-Unis n'ont pas pris part à cette compétition) jusqu'en 2010, où elles sont éliminées en demi-finales par le Mexique.

### Autres tournois
Les États-Unis ont souvent participé à d'autres tournois annexes, tels que l'Algarve Cup remportée à dix reprises (2000, 2003, 2004, 2005, 2007, 2008, 2010, 2011, 2013 et 2015) ou les Jeux panaméricains remportés en 1999. La sélection remporte la US Cup chaque année de 1995 à 1999.

## Engagement féministe
L'équipe féminine américaine s'engage depuis plusieurs années sur l'égalité des sexes. La meilleure joueuse de la Coupe du monde 2019, Megan Rapinoe, se distingue tout particulièrement sur ce sujet. L'action de l'équipe et de ses membres se concrétise notamment par un contentieux retentissant face à la Fédération des États-Unis de soccer, en raison des différences de traitement de rémunérations entre joueurs et joueuses des équipes nationales séniors, une action pour l'instant sans succès devant la première juridiction américaine saisie en 2020,.

## Personnalités de l'équipe des États-Unis

### Effectif actuel
Les 23 joueuses suivantes sont appelées pour disputer les WNT Summer Series 2021, soit trois matchs amicaux le 10 juin 2021 contre le  Portugal, le 13 contre la  Jamaïque et le 16 contre le  Nigeria.

### Records et statistiques

#### Classement FIFA
| Année               | 2003 | 2004 | 2005 | 2006 | 2007 | 2008 | 2009 | 2010 | 2011 | 2012 | 2013 | 2014 | 2015 | 2016 | 2017 | 2018 | 2019 | 2020 | 2021 | 2022 | 2023 | 2024 |
| ------------------- | ---- | ---- | ---- | ---- | ---- | ---- | ---- | ---- | ---- | ---- | ---- | ---- | ---- | ---- | ---- | ---- | ---- | ---- | ---- | ---- | ---- | ---- |
| Classement mondial  | 2    | 2    | 2    | 2    | 2    | 1    | 1    | 1    | 1    | 1    | 1    | 2    | 1    | 1    | 1    | 1    | 1    | 1    | 1    | 1    | 2    | 1    |
| Classement Concacaf | 1    | 1    | 1    | 1    | 1    | 1    | 1    | 1    | 1    | 1    | 1    | 1    | 1    | 1    | 1    | 1    | 1    | 1    | 1    | 1    | 1    | 1    |

| #  | Joueuse          | Sélections | Buts | Années    |
| -- | ---------------- | ---------- | ---- | --------- |
| 1  | Kristine Lilly   | 354        | 130  | 1987-2010 |
| 2  | Carli Lloyd      | 316        | 134  | 2005-2021 |
| 3  | Christie Rampone | 311        | 2    | 1997-2015 |
| 4  | Mia Hamm         | 276        | 158  | 1987-2004 |
| 5  | Julie Foudy      | 274        | 45   | 1987-2004 |
| 6  | Abby Wambach     | 255        | 184  | 2001-2015 |
| 7  | Joy Fawcett      | 241        | 27   | 1987-2004 |
| 8  | Heather O'Reilly | 231        | 47   | 2002-2016 |
| 9  | Alex Morgan      | 224        | 123  | 2010-2024 |
| 10 | Becky Sauerbrunn | 219        | 0    | 2008-     |

| #  | Joueuse          | Buts | Sélections | Années    |
| -- | ---------------- | ---- | ---------- | --------- |
| 1  | Abby Wambach     | 184  | 255        | 2001-2015 |
| 2  | Mia Hamm         | 158  | 276        | 1987-2004 |
| 3  | Carli Lloyd      | 134  | 316        | 2005-2021 |
| 4  | Kristine Lilly   | 130  | 354        | 1987-2010 |
| 5  | Alex Morgan      | 123  | 224        | 2010-2024 |
| 6  | Michelle Akers   | 107  | 155        | 1985-2000 |
| 7  | Tiffeny Milbrett | 100  | 206        | 1991-2005 |
| 8  | Cindy Parlow     | 75   | 158        | 1996-2004 |
| 9  | Christen Press   | 64   | 155        | 2013-2021 |
| 10 | Megan Rapinoe    | 63   | 203        | 2006-2023 |

| #  | Joueuse           | Passes | Sélections | Années    |
| -- | ----------------- | ------ | ---------- | --------- |
| 1  | Mia Hamm          | 147    | 276        | 1987-2004 |
| 2  | Kristine Lilly    | 106    | 354        | 1987-2010 |
| 3  | Megan Rapinoe     | 73     | 203        | 2006-2023 |
| 3  | Abby Wambach      | 73     | 255        | 2001-2015 |
| 5  | Carli Lloyd       | 64     | 316        | 2005-2021 |
| 6  | Tiffeny Milbrett  | 63     | 206        | 1991-2005 |
| 7  | Heather O'Reilly  | 55     | 231        | 2002-2016 |
| 7  | Julie Foudy       | 55     | 274        | 1988-2004 |
| 9  | Alex Morgan       | 53     | 224        | 2010-2024 |
| 10 | Shannon MacMillan | 50     | 177        | 1993-2005 |

#### Sélectionneurs
| Nom                 | Année                     | Matchs | Victoire | Nul | Défaite |
| ------------------- | ------------------------- | ------ | -------- | --- | ------- |
| Mike Ryan (en)      | 1985                      | 4      | 0        | 1   | 3       |
| Anson Dorrance (en) | 1986-1994                 | 92     | 65       | 5   | 22      |
| Tony DiCicco        | 1994-1999                 | 121    | 105      | 8   | 8       |
| Lauren Gregg (en)   | 2000 (intérim)            | 3      | 2        | 1   | 0       |
| April Heinrichs     | 2000-2004                 | 124    | 87       | 20  | 17      |
| Greg Ryan (en)      | 2005-2007                 | 55     | 45       | 9   | 1       |
| Pia Sundhage        | 2008-2012                 | 107    | 91       | 10  | 6       |
| Tom Sermanni        | 2012-2014                 | 24     | 18       | 4   | 2       |
| Jillian Ellis       | 2012 (intérim), 2014-2019 | 132    | 106      | 19  | 7       |
| Vlatko Andonovski   | 2019-2023                 | 65     | 51       | 9   | 5       |
| Twila Kilgore (en)  | 2023-2024 (intérim)       | 14     | 10       | 3   | 1       |
| Emma Hayes          | 2024-                     | 25     | 21       | 2   | 2       |
| Total               | Total                     | 766    | 601      | 91  | 74      |